# Hannover CL.II
Hannover CL.II là một loại máy bay tiêm kích hộ tống của Đức trong Chiến tranh thế giới I.

## Tính năng kỹ chiến thuật
Đặc điểm tổng quát
- Kíp lái: 2
- Chiều dài: 7.80 m (25 ft 7 in)
- Sải cánh: 11.95 m (39 ft 3 in)
- Chiều cao: 2.75 m (9 ft 0 in)
- Diện tích cánh: 33.8 m2 (364 ft2)
- Trọng lượng rỗng: 750 kg (1.650 lb)
- Trọng lượng có tải: 1.110 kg (2.450 lb)
- Powerplant: 1 × Argus As.III, 134 kW (180 hp)

Hiệu suất bay
- Vận tốc cực đại: 165 km/h (103 mph)
- Thời gian bay: 3 giờ  30 phút
- Trần bay: 7.500 m (24.600 ft)

Vũ khí trang bị
- 1 × súng máy LMG08 7,92 mm
- 1 × súng máy Parabellum MG14 7,92 mm